# Phil Hendrie
Phil Hendrie est un acteur américain né le 1er septembre 1952 à Arcadia en Californie.

## Filmographie

### Cinéma
- 2004 : Team America, police du monde : I.N.T.E.L.L.I.G.E.N.C.E.
- 2008 : Semi-pro : Nets Coach
- 2009 : Vous prendrez bien un dernier vert ? : Frida Waterfall, Hutch Waterfall et l'Encyclopode
- 2012 : Last Call : Mulvahill
- 2012 : 40 ans : Mode d'emploi : l'homme au volant de la Range Rover
- 2017 : The Female Brain : Bill

### Télévision
- 1999-2009 : Les Rois du Texas : Little John, Roddy Rae Biffel et autres personnages (24 épisodes)
- 2000-2002 : Futurama : Frida Waterfall et autres personnages (3 épisodes)
- 2001 : North Hollywood
- 2002 : Le Monde merveilleux d'Andy Richter : un kangourou (1 épisode)
- 2003 : Adam Sullivan : Juge McCarthy (2 épisodes)
- 2003 : Phil at the Gate : Phil
- 2006 : Teachers : Dick Green (6 épisodes)
- 2006 : Les Remplaçants : le maire (2 épisodes)
- 2006 : Three Strikes
- 2006-2007 : The Unit : Commando d'élite : George Tatelman (5 épisodes)
- 2008 : Giants of Radio : Rudolph Carnahan
- 2010 : Squidbillies  (1 épisode)
- 2012 : Modern Family : Booker Bell (1 épisode)
- 2012 : Napoleon Dynamite : plusieurs personnages (6 épisodes)
- 2012 : New Girl : Joe Napoli
- 2012 : NTSF:SD:SUV : Dutch (1 épisode)
- 2013-2017 : Rick et Morty : Principal Vagin et autres personnages (8 épisodes)
- 2014 : Maron : Bill Shepard (1 épisode)
- 2014-2015 : Playing House : Chef McGrath (2 épisodes)
- 2015 : Your Pretty Face Is Going to Hell : Cerbère (1 épisode)
- 2015 : TripTank (2 épisodes)
- 2015-2017 : F is for Family : Colt Luger et Jim Jeffords (15 épisodes)
- 2016 : Les 7N : Flappy Jackson et le ranger de la forêt enchantée (2 épisodes)
- 2018 : Unikitty! : des policiers (1 épisode)